# The Box Set
The Box Set es una caja recopilatoria lanzada el 2001 por la banda de hard rock norteamericana Kiss. La caja incluye cinco discos los cuales contienen canciones desde sus primeros años, además de demos, rarezas y temas no editados.

## Lista de canciones
Disco 1
1. Strutter (Demo)
2. Deuce (Demo)
3. Wicked Lester - Keep Me Waiting
4. Wicked Lester - She
5. Wicked Lester - Love Her All I Can
6. Let Me Know (Demo)
7. 100,000 Years (Demo)
8. Uncle Joe - Stop, Look To Listen
9. Gene Simmons - Leeta
10. Let Me Go, Rock 'N Roll (Demo)
11. Acrobat (Live)
12. Firehouse (Demo)
13. Nothin' To Lose
14. Black Diamond
15. Hotter Than Hell
16. Strange Ways
17. Parasite
18. Goin' Blind
19. Anything For My Baby
20. Ladies In Waiting
21. Rock And Roll All Nite

Disco 2
1. C'mon And Love Me (Live)
2. Rock Bottom (Live)
3. Cold Gin (Live)
4. Watchin' You (Live)
5. Doncha Hesitate (1975 Demo)
6. Mad Dog (1976 Demo)
7. God Of Thunder (1976 Demo)
8. Great Expectations
9. Beth
10. Do You Love Me?
11. Bad, Bad Lovin' (1978 Demo)
12. Calling Dr. Love
13. Mr. Speed (1976 Demo)
14. Christine Sixteen
15. Hard Luck Woman
16. Shock Me
17. I Stole Your Love
18. I Want You (Soundcheck Live)
19. Love Gun (1977 Demo)
20. Love Is Blind (1977 Demo)

Disco 3
1. Detroit Rock City
2. King Of The Night Time World (Live)
3. Larger Than Life
4. Rocket Ride
5. Tonight You Belong To Me
6. New York Groove
7. Radioactive (1978 Demo)
8. Don't You Let Me Down
9. I Was Made For Lovin' You
10. Sure Know Something
11. Shandi
12. You're All That I Want (1980 Demo)
13. Talk To Me (1980 Live)
14. A World Without Heroes
15. The Oath
16. Nowhere To Run
17. Creatures Of The Night
18. War Machine
19. I Love It Loud

Disco 4
1. Lick It Up
2. All Hell's Breaking Loose
3. Heaven's On Fire
4. Get All You Can Take
5. Thrills In The Night
6. Tears Are Falling
7. Uh! All Night
8. Time Traveller (1986 Demo)
9. Hell Or High Water
10. Crazy Crazy Nights
11. Reason To Live
12. Let's Put The 'X' In Sex
13. Hide Your Heart
14. Ain't That Peculiar (1989 Demo)
15. Silver Spoon
16. Forever (Remix)

Disco 5
1. God Gave Rock 'N Roll To You II
2. Unholy
3. Domino (1991 Demo)
4. Every Time I Look At You
5. Comin' Home (Live, "Unplugged")
6. Got To Choose (Live, "Unplugged")
7. I Still Love You (Live, "Unplugged")
8. Nothin' To Lose (Live, "Unplugged")
9. Childhood's End (w/ coda/"outromental")
10. I Will Be There
11. Psycho Circus
12. Into The Void
13. Within
14. I Pledge Allegiance To The State Of Rock 'N Roll
15. Nothing Can Keep Me From You
16. It's My Life (1998 Studio)
17. Shout It Out Loud (1996 Live)
18. Rock And Roll All Night (Alive IV)

- Datos: Q1766638